# 井上公志
井上 公志（いのうえ こうし、1988年8月21日 - ）は、兵庫県高砂市出身の元プロ野球選手（投手）。

## 経歴
小学校2年時から野球を始め、高砂市立竜山中学校時代は遊撃手として活躍した。
育英高に進学し、投手に転向した。エースとなり挑んだ3年時の夏は、兵庫県予選4回戦で姫路工業高に2-4でサヨナラ負けを喫した。甲子園出場経験は無し。1学年先輩に若竹竜士がいる。
高校卒業後は、岐阜聖徳学園大学に進学し東海地区大学野球連盟に加盟している野球部に入部する。1年時からリーグ戦に登板し、3年時春には岐阜リーグで5季ぶりとなる優勝を果たした。大学の同期に埼玉西武の髙橋朋己がいた。
高校、大学と目立った活躍が出来なかったため野球を辞めようか迷っていた際に、社会人野球のシティライト岡山で当時監督を務めていた住川順治からの誘いを受け入団する。1年目の2011年から先発の一角として公式戦に登板するが、スタミナ不足から失点する場面が目立った。冬場に走りこみを徹底し、食生活を改善して挑んだ2年目の2012年は、第83回都市対抗野球大会予選で強豪のJFE西日本を相手に9回途中まで無失点に抑える好投を見せた。全国大会での登板は無いが、第38回社会人野球日本選手権大会予選を視察に来たスカウトからはストレートの伸びを評価された。
2012年、10月25日のプロ野球ドラフト会議で、中日ドラゴンズから6位指名を受けた。

### プロ入り後
2013年、4月17日の対東京ヤクルトスワローズ戦で6番手として登板し2回を無失点で抑え、プロ初勝利を挙げた。
2014年、背番号を53に変更したものの一軍出場はなく、10月1日に球団から戦力外通告を受けた。井上は引退すると共に、打撃投手として中日に残ることを表明した。12月2日、自由契約公示された。

### 引退後
2017年からは母校である岐阜聖徳学園大学の職員に転じ、野球部でコーチを務める。

## 選手としての特徴・人物
最速147km/hの伸びのあるストレートと、切れ味鋭いスライダー・カットボールが武器。自身のピッチングスタイルを「真っ直ぐでどんどん強気で押していくスタイル」と自評している。

## 詳細情報

### 年度別投手成績
| 年 度     | 球 団     | 登 板 | 先 発 | 完 投 | 完 封 | 無 四 球 | 勝 利 | 敗 戦 | セ 丨 ブ | ホ 丨 ル ド | 勝 率 | 打 者 | 投 球 回 | 被 安 打 | 被 本 塁 打 | 与 四 球 | 敬 遠 | 与 死 球 | 奪 三 振 | 暴 投 | ボ 丨 ク | 失 点 | 自 責 点 | 防 御 率 | W H I P |
| --------- | --------- | ----- | ----- | ----- | ----- | -------- | ----- | ----- | -------- | ----------- | ----- | ----- | -------- | -------- | ----------- | -------- | ----- | -------- | -------- | ----- | -------- | ----- | -------- | -------- | ------- |
| 2013      | 中日      | 11    | 0     | 0     | 0     | 0        | 1     | 1     | 0        | 0           | .500  | 57    | 12.0     | 17       | 1           | 5        | 1     | 2        | 11       | 0     | 0        | 6     | 6        | 4.50     | 1.83    |
| 通算：1年 | 通算：1年 | 11    | 0     | 0     | 0     | 0        | 1     | 1     | 0        | 0           | .500  | 57    | 12.0     | 17       | 1           | 5        | 1     | 2        | 11       | 0     | 0        | 6     | 6        | 4.50     | 1.83    |

### 記録
投手記録
- 初登板：2013年4月10日、対東京ヤクルトスワローズ2回戦（ナゴヤドーム）、9回表2死に5番手で救援登板・完了、1/3回無失点
- 初奪三振：2013年4月13日、対広島東洋カープ2回戦（ナゴヤドーム）、9回表に堂林翔太から空振り三振
- 初勝利：2013年4月17日、対東京ヤクルトスワローズ5回戦（明治神宮野球場）、10回裏に6番手で救援登板・完了、2回無失点

打撃記録
- 初安打：2013年8月14日、対東京ヤクルトスワローズ17回戦（明治神宮野球場）、3回表に八木亮祐から中前安打

### 背番号
- 49 （2013年）
- 53 （2014年）
- 117 （2015年 - 2016年）